# المنيرة (الجيزة)
المنيرة هي المركز الرئيسي لجميع الأحياء الأخرى بمركز إمبابة محافظة الجيزة و هناك فرق بين حي المنيرة الذي يقع في محافظة القاهرة ما بين جاردن سيتي وحي السيدة زينب وبين حي المنير المقصود به إمبابة ونستطيع القول بأن منيرة إمبابة هي أولى الأحياء أو المدن إن جاز القول التي تبنى في مركز إمبابة لأنها تتوسط مركز إمبابة غير أنه من الشائع إطلاق لفظ إمبابة علي هذا الحي بالتحديد.

## المناطق
- المنيرة الشرقية.
- المنيرة الغربية.
- أرض عزيز عزت.تحتوى على (الجزيرة وشقير والحكورة وشارع الحرية والمساكن)
- مدينة العمال.
- أرض الجمعية.
- جزيرة سيدي إسماعيل الإمبابي.
- عزبة الصعايدة.
- شارع الطنانى.
- شارع حجاج عبد الرحيم.

## الشوارع الرئيسية
من أهم الشوارع في المنيرة حيث الكثافة السكانية والظهور الدني:
- شارع حجاج عبد الرحيم
- شارع الطناني
- شارع النادي الرياضي.
- شارع المطار.
- شارع ترعة السواحل.
- شارع السكة الحديد الصوامع.
- شارع البصراوي.
- شارع الاتحاد.
- شارع البوهي.
- شارع المحطة.
- شارع الوحدة.
- شارع زكي مطر.
- شارع الجامع.
- شارع الاسيوطي.
- شارع الطيار فكري.
- شارع العامل الأول.
- شارع العروبة.
- شارع القومية العربية.
- شارع الامام الغزالى.
- شارع بشتيل.
- شارع القومية العربية.
- شارع النصر ارض الجمعية.
- شارع بورسعيد.
- شارع الاعتماد.

من أهم المنشآت التي تتواجد بداخل حي المنيرة بإمبابة:
- قسم شرطة إمبابة.
- مركز شرطة إمبابة.
- مركز شباب إمبابة.
- مقر الجمعية الشرعية.
- نفق إمبابة.
- كوبري إمبابة الحديدي (أعلى نهر النيل).
- محكمة إمبابة.
- مطار إمبابة.
- مدرسة شباب المستقبل المشتركة داخل نادى شباب امبابة
- مسجد الرحمن (شارع العامل الأول)
- مسجد عمر بن الخطاب(تقاطع شارع زكي مطر مع البوهي)
- مسجد الهداية (شارع أبو ريا من الاسيوطي)
- معهد السمع والكلام
- معهد التكامل العصبي الحركي
- مستشفى الحميات
- مستشفى المركزي
- مستشفى الرمد
- مستشفى الصدر
- جمعية احباب الكريم الخيرية  على فيسبوك.(شارع المدرسة من شارع ترعة السواحل)

## تاريخها
حاليا يجاري رصف شارع القومية العربية بحي شمال الجيزة بتكلفة 8,5 مليون جنيه، والذي يبلغ طوله 1.6 كيلو متر.
تتم أعمال الرصف بالشارع لرفع كفاءته، بداية من منزل ومطلع الطريق الدائري حتى منطقة السكة الحديد بالبوهي، وكذلك رفع كفاءة الإنارة العامة بالشارع والأعمال التجميلية. حيث يعد شارع القومية العربية من أهم المحاور المرورية المهمة بالحي، لأن امتداده من الوحدة إلى كوبري روض الفرج بتلك المنطقة، موضحًا أنه جاري رفع كفاءة المرافق الخدمية بالشارع، وذلك تسهيلا للحركة المرورية، ورفع المعاناة عن كاهل المواطن.